# 宇野宗佑
宇野宗佑（日语：／ Uno Sōsuke ?1922年8月27日—1998年5月19日）是日本一名政治家，出身自滋賀縣守山市，曾任日本內閣總理大臣（第75任）。
在出任首相前，宇野為竹下登內閣的外務大臣。竹下登因里库路特丑闻下台后，自民党本欲推举形象良好的伊东正义出任首相，但其再次拒绝（其1980年已经推辞了一次出任首相的机会）。无奈之下，1989年6月2日，中曾根派的宇野宗佑被推出收拾残局，出任日本第75任首相。1989年6月3日宇野宗佑就任首相。就任後爆出桃色醜聞，加上消費稅與里库路特丑闻令自民黨於參議院選舉中大敗而負責任，在任期間僅有69日。

## 生平
宇野宗佑於1922年8月27日出生於日本滋賀縣，畢業於彥根高等商業學校，後肄業神戶商業大學（現神戶大學）。身為舊日本陸軍少尉軍官的他，曾經營釀酒業。先後擔任過滋賀縣教育委員、滋賀縣議會副議長。1960年加入自民黨，曾9次當選為眾議員。在該一時期，宇野宗佑與竹下登及海部俊樹被封為自民黨青年三傑。
宇野宗佑於1966年至1967年任通商產業省政務次官。1974年11月，初入閣出任第二次田中內閣(第二次改造)防衛廳長官。12月三木武夫出任首相時，被任命為自民黨國會對策委員長。1976年，出任福田赳夫內閣的科學技術廳長官。1978年12月，大平正芳當選自民黨總裁後，出任自民黨廣報委員長。
1979年，出任第二次大平內閣的行政管理廳長官。1982年，中曾根康弘出馬競逐自民黨總裁，出任中曾根陣營的代表發言人，中曾根當選後，出任自民黨代理幹事長，1983年6月，出任通產大臣。1987年，中曾根康弘宣佈自民黨繼任總裁的決議文，由宇野宗佑宣佈。1987年11月，竹下內閣成立後任外務大臣。
1988年，爆發里庫路特事件，1989年4月，竹下登因為里庫路特事件辭職，由於老長官中曾根康弘、安倍晉太郎、與宮澤喜一也有收授里庫路特的政治獻金，而黨內沒有收獻金而有能力的人拒絕出任首相，故沒有收錢而「清白(與里庫路特關係很淺)」的他被推舉為自民黨總裁，當正式宣佈他出任總裁的時候，人正在外地出席第十五次工業國組織(G7)首腦會議。
1989年6月2日，宇野宗佑接替竹下登出任日本第75任首相，成为第一位在平成时代就任的日本首相，同时宇野宗佑也是自1955年日本自民党成立以来首位非派阀领袖出身的自民党籍首相。此時恰逢中國大陸六四天安門事件，甫上任的宇野宗佑於首相官邸表示：「我對戒嚴部隊在北京天安門廣場進行武力鎮壓造成重大傷亡一事不勝憂慮，期望局勢能夠平穩下來」。 
宇野宗佑甫出任首相三天後便爆出桃色醜聞，被《每日新聞》旗下的雜誌揭露他答應花300萬日元包養東京都神樂坂一名藝伎，卻四個月沒有付錢，也沒有按照藝妓的傳統付分手費。起初，這一事件沒有在日本國內引起轟動；然而，當美國《華盛頓郵報》從日本《每日新聞》轉載這一桃色醜聞後，宇野宗佑在國際上頓時變得臭名遠播。，再加上三點問題(即實施消費稅政策、里庫路特醜聞、牛肉與橘子輸入自由化問題)合起來，使該年的參議院選舉中自民黨空前慘敗，於原先的69席改選議席掉到36席，在一人區得到3勝23敗的記錄，使自民黨在參院失去過半數控制權，成為自民黨有史以來參院選最低的記錄，而在野社會黨的席次一舉躍進至46席。宇野宗佑只好在翌日宣佈引咎辭職，8月10日正式離任，随后由海部俊树接任。宇野擔任首相日期僅為69天，為日本史上第二短命的日本首相（第一短命的日本首相是在1945年出任首相一职的东久迩宫稔彦王）。宇野宗佑同时也是五五年体制中唯二的非派阀领袖出身的日本首相（另一位是宇野宗佑的继任者海部俊树）。
辭去首相後就任自民黨最高顧問，1995年11月，被守山市尊崇為守山市名譽市民，1996年宣佈不出馬眾議院大選，宣告退出政壇。1998年2月開始發現身體不適，在多次出入醫院後，在5月18日入院，在翌日(5月19日)11時4分，宇野宗佑在出身地滋賀縣守山市因肺癌逝世，享壽76歲。遺言是「現在幾點」。